# Північний Ємен на літніх Олімпійських іграх 1988
Північний Ємен брав участь в Літніх Олімпійських іграх 1988 року в Сеулі (Корея) вдруге за свою історію, але не завоював жодної медалі. Країну представляли вісім спортсменів, які брали участь у змаганнях з боротьби, дзюдо та легкої атлетики.

## Боротьба
Спортсменів — 2
Вільний стиль
| Спортсмен         | Категорія | 1 раунд                | 2 раунд              | 3 раунд              | 4 раунд              | 5 раунд              | 6 раунд              | 7 раунд              | Фінали               |
| Спортсмен         | Категорія | Суперник і результат   | Суперник і результат | Суперник і результат | Суперник і результат | Суперник і результат | Суперник і результат | Суперник і результат | Суперник і результат |
| ----------------- | --------- | ---------------------- | -------------------- | -------------------- | -------------------- | -------------------- | -------------------- | -------------------- | -------------------- |
| Абдулла Аль-Грибі | 74 кг     | Пекка Раухала Досі 0:4 | Бруно Бюде Досі 0:4  | Не пройшов           | Не пройшов           | Не пройшов           | Не пройшов           | Не пройшов           | Не пройшов           |

Греко-римський стиль
| Спортсмен         | Категорія | 1 раунд                | 2 раунд                | 3 раунд              | 4 раунд              | 5 раунд              | 6 раунд              | 7 раунд              | Фінали               |
| Спортсмен         | Категорія | Суперник і результат   | Суперник і результат   | Суперник і результат | Суперник і результат | Суперник і результат | Суперник і результат | Суперник і результат | Суперник і результат |
| ----------------- | --------- | ---------------------- | ---------------------- | -------------------- | -------------------- | -------------------- | -------------------- | -------------------- | -------------------- |
| Абдулла Аль-Шамсі | 68 кг     | Ясухіро Окубо Досі 0:4 | Мортен Брекке Досі 0:4 | Не пройшов           | Не пройшов           | Не пройшов           | Не пройшов           | Не пройшов           | Не пройшов           |

## Дзюдо
Спортсменів — 2
| Спортсмен       | Категорія | 1/32               | 1/16               | 1/8                | 1/4                | 1/2                | 1-й дод. раунд     | Втішить. чвертьфінал | Втішить. півфінал  | За 3 місце         | Фінал              |
| Спортсмен       | Категорія | Суперник Результат | Суперник Результат | Суперник Результат | Суперник Результат | Суперник Результат | Суперник Результат | Суперник Результат   | Суперник Результат | Суперник Результат | Суперник Результат |
| --------------- | --------- | ------------------ | ------------------ | ------------------ | ------------------ | ------------------ | ------------------ | -------------------- | ------------------ | ------------------ | ------------------ |
| Мохамед Кохсроф | До 60 кг  | Альберто Манчіні   | Закінчив виступ    | Закінчив виступ    | Закінчив виступ    | Закінчив виступ    | Закінчив виступ    | Закінчив виступ      | Закінчив виступ    | Закінчив виступ    | Закінчив виступ    |
| Мохамед Мослі   | До 71 кг  | -                  | Гленн Бьюшам       | Закінчив виступ    | Закінчив виступ    | Закінчив виступ    | Закінчив виступ    | Закінчив виступ      | Закінчив виступ    | Закінчив виступ    | Закінчив виступ    |

## Легка атлетика
Спортсменів — 4
Чоловіки
| Спортсмен        | Вид    | Забіг     | Забіг | Чвертьфінал | Чвертьфінал | Півфінал   | Півфінал   | Фінал      | Фінал      |
| Спортсмен        | Вид    | Результат | Місце | Результат   | Місце       | Результат  | Місце      | Результат  | Місце      |
| ---------------- | ------ | --------- | ----- | ----------- | ----------- | ---------- | ---------- | ---------- | ---------- |
| Фамі Абдул Вахаб | 800м   | 1.55,24   | 6     | Не пройшов  | Не пройшов  | Не пройшов | Не пройшов | Не пройшов | Не пройшов |
| Авад Ахмед Салех | 1500м  | 4.03,86   | 14    | Не пройшов  | Не пройшов  | Не пройшов | Не пройшов | Не пройшов | Не пройшов |
| Анвар Аль-Харазі | 5000м. | 14.49,25  | 16    | Не пройшов  | Не пройшов  | Не пройшов | Не пройшов | Не пройшов | Не пройшов |
| Абдул Карім Дауд | 10000м | 32.33,04  | 21    | Не пройшов  | Не пройшов  | Не пройшов | Не пройшов | Не пройшов | Не пройшов |